# Airbus
A Airbus é uma empresa aeroespacial e bélica europeia, fundada em dezembro de 1970. Até janeiro de 2014, a empresa foi uma subsidiária da EADS, que detinha 100% do controle acionário. A BAE Systems detinha 20% das ações do grupo até 2006, quando vendeu sua participação para a EADS. Estas duas empresas foram as maiores fornecedoras de material bélico na Europa.
Como a maior empresa aeroespacial e de defesa na Europa, o Grupo Airbus tem suas origens nos Países Baixos, França, Alemanha, Espanha e Reino Unido, contando com cerca de 35.500 fornecedores (ou 65% do gasto total). Desde sua fundação, em 2000, o Grupo Airbus criou 15.000 novos postos de trabalho de alta tecnologia, só na Europa, operando em mais de 170 locais em todo o mundo. A maior parte de sua carteira de encomendas e presença industrial, encontra-se agora para além das fronteiras europeias. Têm linhas de montagem final de aeronaves em Tianjin, China, e Mobile, Alabama (EUA). O Grupo Airbus produz helicópteros no Brasil, mantém centros de pesquisa em Singapura, Índia, nos Estados Unidos, China e Rússia, e possui centros nos cinco continentes, denominados Maintenance, Repair and Overhaul (MRO).
A Airbus empregava em 2013, cerca de 59 mil pessoas em vários países por todo o mundo. As fábricas principais estão localizadas em Toulouse (França) e Hamburgo (Alemanha).

## História

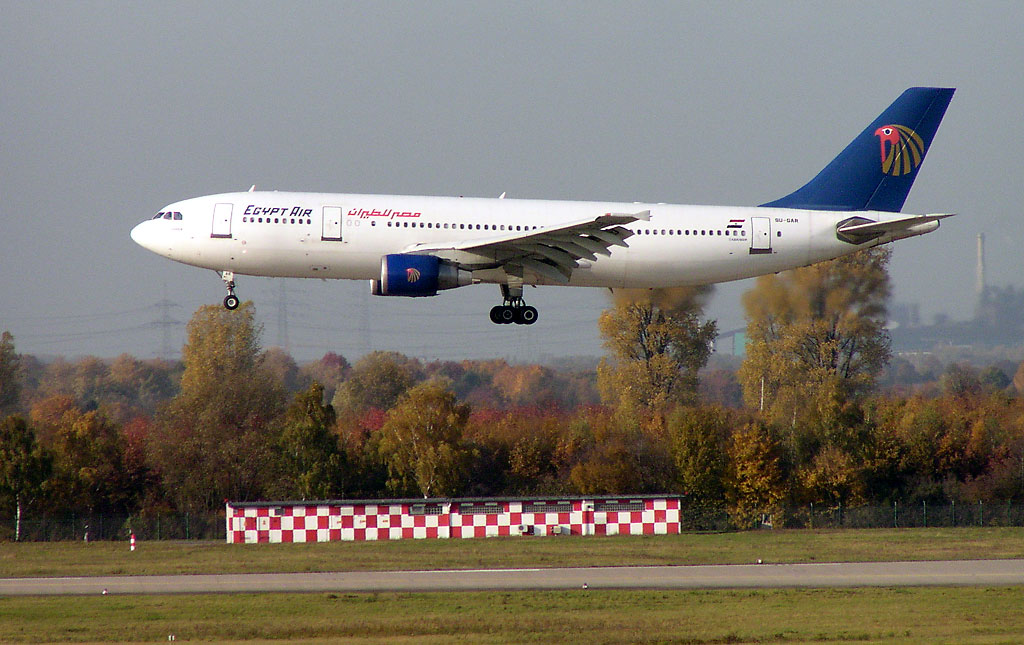
O Airbus A300, o primeiro bimotor widebody da história da aviação comercial, e a primeira aeronave produzida pela empresa.

A Airbus iniciou como um consórcio europeu em setembro de 1967, através de um acordo entre Alemanha, França e Inglaterra, com o objetivo de fortalecer a cooperação europeia no setor de tecnologia aeronáutica, promovendo o desenvolvimento econômico e tecnológico do continente nesse setor. Três empresas participavam do consórcio para a produção da primeira aeronave widebody, o Airbus A300: a francesa Aérospatiale, uma fusão da SEREB, Sud Aviation e Nord Aviation com 37,5% de participação, fornecendo o cockpit, controles de voo e a parte central inferior da fuselagem; a alemã Deutsche Airbus – um agrupamento de quatro empresas, Messerschmittwerke, Hamburger Flugzeugbau, VFW GmbH e Siebelwerke ATG – com 25% de participação, fornecendo a fuselagem central e traseira; e a britânica Hawker-Siddeley com 37,5%, fornecendo as asas. Dois anos depois era apresentado no Le Bourget Airshow o mock-up da cabine do A300, que iniciaria naquele ano a produção conjunta.
O consórcio Airbus Industrie só seria criado oficialmente em 18 de dezembro de 1970, como um grupo de interesse econômico [en] (GIE), quando o A300 já estava tomando forma. A sede era inicialmente em Paris, transferindo-se depois para Toulouse, e forneceria uma interface única para design, desenvolvimento, testes de voo, vendas, marketing e suporte ao cliente, bem como relações com a mídia e publicidade. Franz-Josef Strauss foi nomeado presidente e presidente do conselho de supervisão, fórum para a decisão das políticas tomadas quanto ao trabalho em novos programas e como seria compartilhado. Juntou-se também ao consórcio, a espanhola CASA, que forneceria o estabilizador horizontal do A300. O primeiro voo do A300 ocorreu em Toulouse, em 28 de outubro de 1972. Durante seis semanas, o modelo voou por vários países da América, para ser apresentado.
Em janeiro de 2014, a Airbus passou por uma reestruturação do grupo, com a extinção da EADS e a fusão de três de suas empresas (Astrium, Cassidian e Airbus Military) em uma nova unidade, a Airbus Defence and Space. Outra divisão da EADS, a Eurocopter, passou a ser Airbus Helicopters.

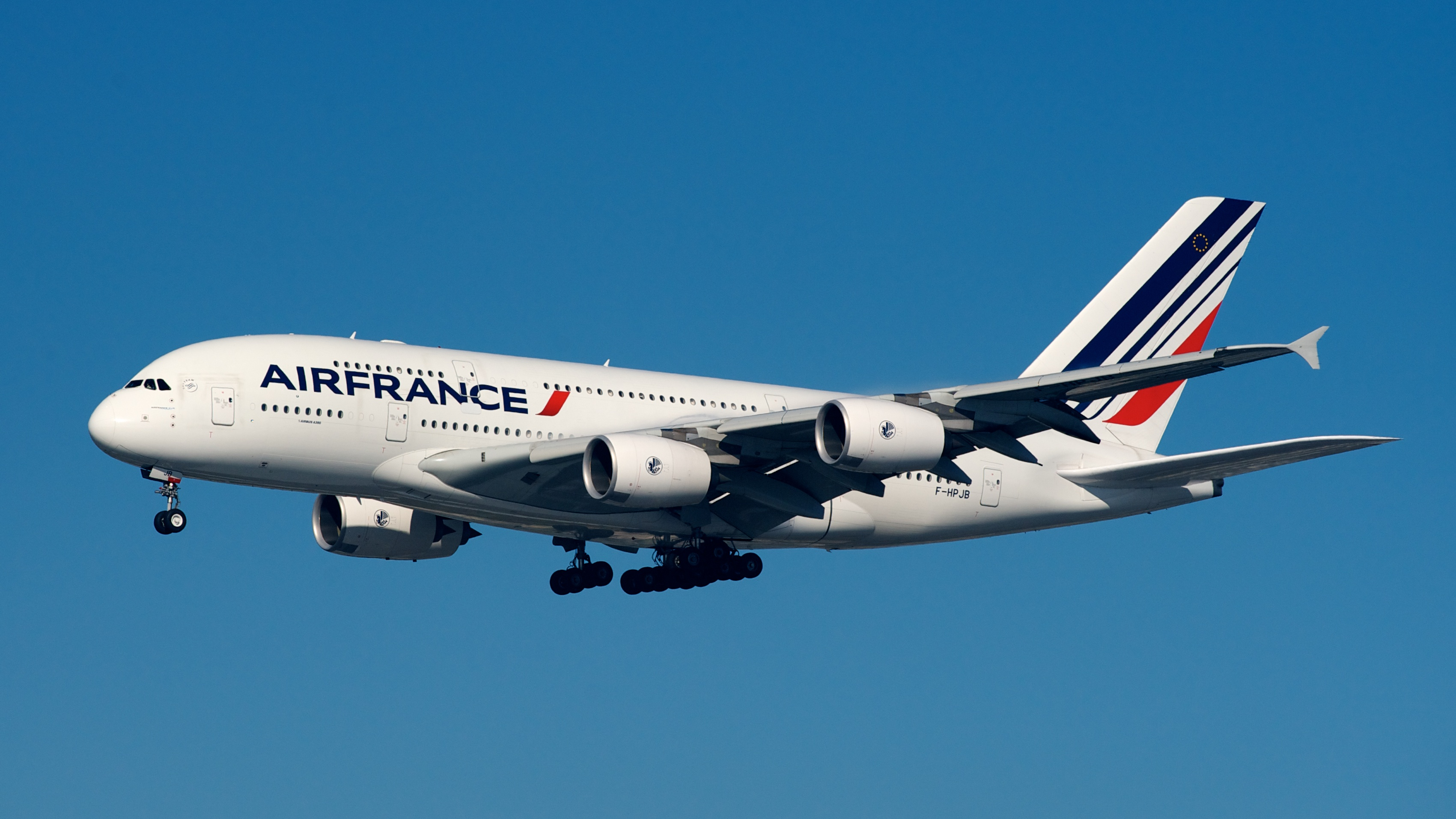
O Airbus A380.

A organização do grupo após a reestruturação em janeiro de 2014, passou a ser formada por três divisões:
- Airbus
- Airbus Defence and Space
- Airbus Helicopters

Em outubro de 2017, a Airbus assinou um acordo com a Bombardier Aerospace, para produzir os modelos de médio porte (até 150 passageiros) Bombardier série C. O acordo, em que a Airbus detém o controle majoritário para a produção das aeronaves, teve como objetivo fortalecer a concorrência com a Boeing.
No primeiro semestre de 2024, a Airbus adquiriu um contrato da Yahsat, empresa estatal dos EAU (Emirates Árabes Unidos), com autorização para construir dois novos satélites geoestacionários de telecomunicações, sendo a data prevista de lançamento em 2027 e 2028. A vida útil dos dois satélites, designados Al Yah 4 e Al Yah 5, é de cerca de 15 anos e a sua base será na plataforma Eurostar Neo da Airbus.

## Encomendas e entregas
|        | 2008 | 2007 | 2006 | 2005 | 2004 | 2003 | 2002 | 2001 | 2000 | 1999 | 1998 | 1997 | 1996 | 1995 | 1994 | 1993 | 1992 | 1991 | 1990 | 1989 |
| Airbus | 487  | 1341 | 824  | 1111 | 370  | 284  | 300  | 375  | 520  | 476  | 556  | 460  | 326  | 106  | 125  | 38   | 136  | 101  | 404  | 421  |

|        | 2008 | 2007 | 2006 | 2005 | 2004 | 2003 | 2002 | 2001 | 2000 | 1999 | 1998 | 1997 | 1996 | 1995 | 1994 | 1993 | 1992 | 1991 | 1990 | 1989 |
| Airbus | 483  | 453  | 434  | 378  | 320  | 305  | 303  | 325  | 311  | 294  | 229  | 182  | 126  | 124  | 123  | 138  | 157  | 163  | 95   | 105  |

## Locais de produção

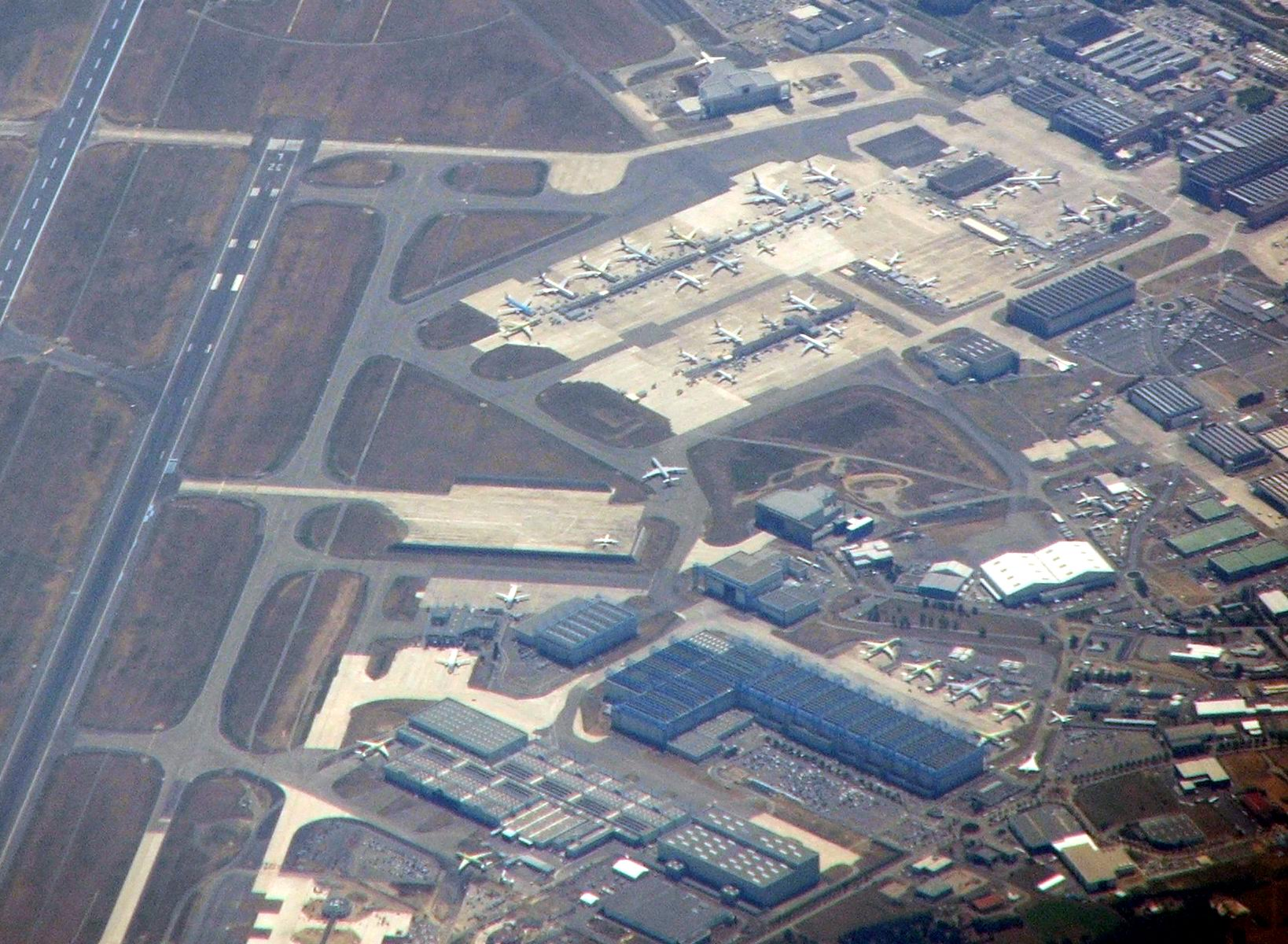
Planta de produção da Airbus em Blagnac, França.

Os principais locais de produção da Airbus incluem a planta em Blagnac (próximo a Toulouse), na França, onde também fica a sede da empresa. Também conta com planta de produção em Hamburgo, na Alemanha, a planta de produção em Getafe, na Espanha onde são produzidos principalmente as aeronaves e equipamentos militares e em setembro de 2022 abriu a sua unidade produtiva em Santo Tirso, Portugal onde são produzidos principalmente peças para os aviões A320 e A350.
Em 2009, a Airbus abriu a sua primeira planta fora da Europa, em Tianjin, na China, para a produção de aeronaves da família A320. Em 2016, inaugurou sua planta de produção nos Estados Unidos, na cidade de Mobile, no Alabama também para a produção de aeronaves da família A320.

## Tecnologia

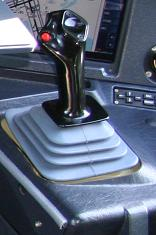
Característica típica dos aviões da Airbus é o uso do side-stick ao invés dos manches.

A Airbus foi pioneira em adaptar massivamente o uso da tecnologia fly-by-wire em aviões civis, e o uso de side-stick no lugar do manche. Isso aconteceu a partir da família A320 e prevalece em suas sucessoras, mas não está presente nas famílias antecedentes (A300 e A310).
No sistema fly-by-wire, os controles no cockpit (manche, pedais, manetas etc.) não estão conectados mecanicamente (seja por cabos ou por atuadores hidráulicos) às superfícies de comando ou motores, mas sim electronicamente a computadores. Cada vez que o piloto os aciona, ele dá um comando, não para essas superfícies ou para o motor de forma direta, mas para um ou mais computadores que o repassarão às superfícies ou motores. Essa tecnologia, que foi aplicada primeiramente em aviões militares, hoje em dia está presente, em graus variáveis, em diversas aeronaves, inclusive da Boeing (só o Boeing 777 é totalmente fly-by-wire, os demais, apenas parcialmente).
Outra grande revolução tecnológica se encontra em todos os aviões da família A320 e posteriores, o ECAM (Electronic Centralized Aircraft Monitoring) ou Monitorização eletronicamente centralizada da aeronave. Um sistema composto por dois grandes ecrãs no cockpit mostra o estado de todos os sistemas a bordo, hidráulicos, pressão da cabine, motores, combustível, superfícies de controle etc. Mas a verdadeira vantagem deste sistema é que, se houver uma falha ou fogo no motor, em vez do piloto ter de consultar o QRH (Quick Reference Handbook) um livro que contem as checklists de toda falha que possa acontecer, a checklist aparece toda no ecrã, e o piloto não tem de perder o tempo de consultar o livro.
Em decorrência de alguns acidentes envolvendo aviões da empresa, tem havido certa polémica sobre o influxo deste sistema na segurança de voo.
A inclusão de mais elementos de maquinaria entre as ordens do piloto e as superfícies de controle e motores do avião aumenta a possibilidade de que um mal funcionamento da máquina possa criar problemas no voo. O consenso mais geral, entretanto, parece indicar que as vantagens do sistema (p. ex.: diminuição da carga de trabalho do piloto e precisão dos controles) superam suas eventuais desvantagens, sendo que estas últimas podem ser debeladas tanto por sistemas de backup, quanto pelo desenvolvimento tecnológico natural.